# Montague County
Das Montague County ist ein County im Bundesstaat Texas der Vereinigten Staaten. Das U.S. Census Bureau hat bei der Volkszählung 2020 eine Einwohnerzahl von 19.965 ermittelt. Der Sitz der County-Verwaltung (County Seat) befindet sich in Montague.

## Geographie
Das County liegt im Nordosten von Texas und grenzt im Norden an Oklahoma. Es hat eine Fläche von 2431 Quadratkilometern, wovon 20 Quadratkilometer Wasserfläche sind. Es grenzt im Uhrzeigersinn an folgende Countys: Cooke County, Wise County, Jack County, Clay County und in Oklahoma an folgende Countys: Jefferson County und Love County.

## Geschichte
Montague County wurde am 24. Dezember 1857 aus Teilen des Cooke County gebildet. Die Verwaltungsorganisation wurde am 2. August 1858 abgeschlossen. Benannt wurde es nach Daniel Montague (1798–1876), einem Landvermesser und Offizier im Mexikanisch-Amerikanischen Krieg sowie späteren Abgeordneten im Senat von Texas im Jahr 1863. Nach dem Sezessionskrieg zog er nach Mexiko.

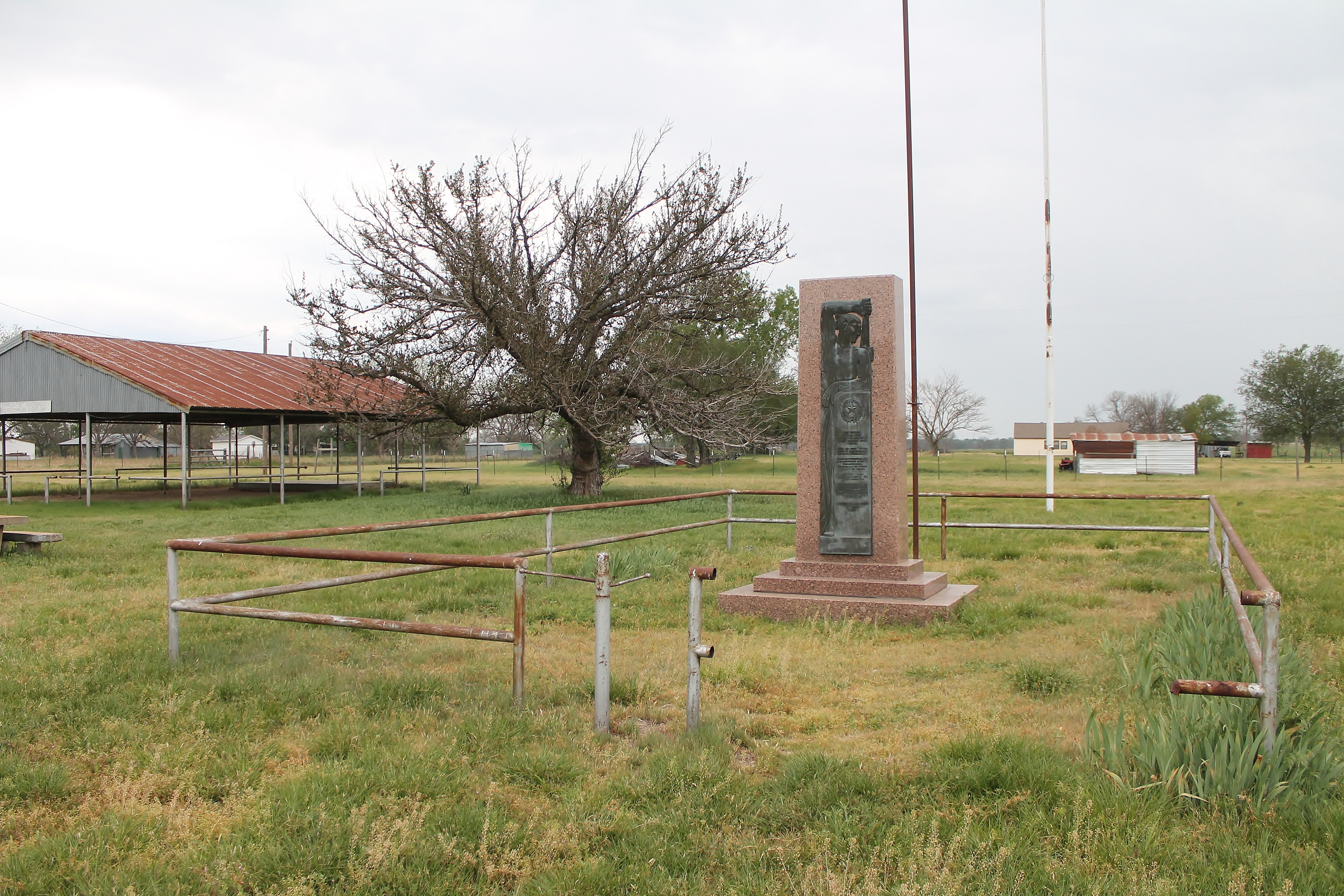
Spanish Fort Site (2014)

Zwei Bauwerke und Stätten im County sind im National Register of Historic Places („Nationales Verzeichnis historischer Orte“; NRHP) eingetragen (Stand 27. November 2021), das Fort Worth and Denver City Depot und die Spanish Fort Site.

## Demografische Daten

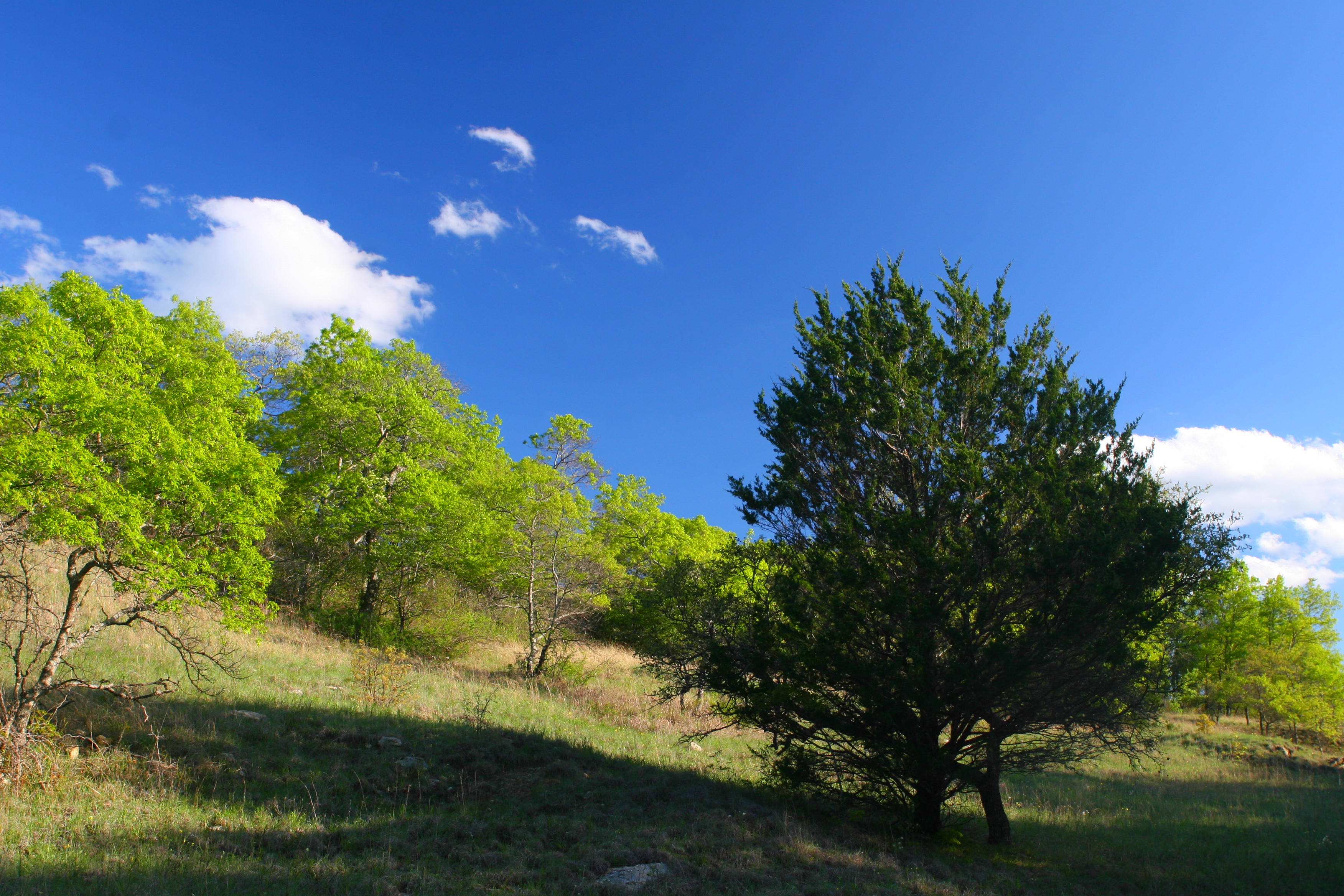
Lyndon B. Johnson National Grassland

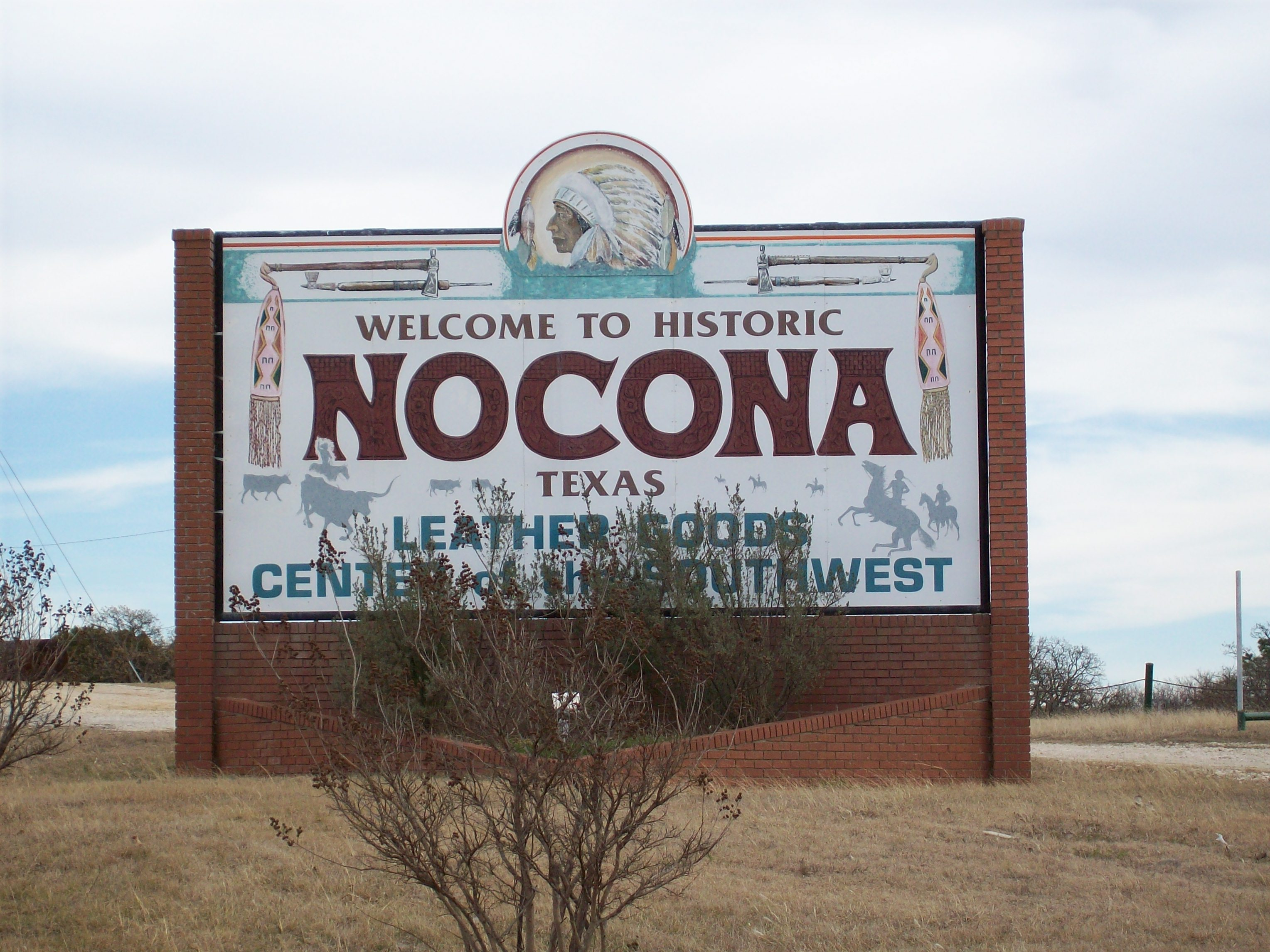
Nocona Willkommensschild

Nach der Volkszählung im Jahr 2000 lebten im Montague County 19.117 Menschen in 7.770 Haushalten und 5.485 Familien. Die Bevölkerungsdichte betrug 8 Einwohner pro Quadratkilometer. Ethnisch betrachtet setzte sich die Bevölkerung zusammen aus 95,95 Prozent Weißen, 0,18 Prozent Afroamerikanern, 0,74 Prozent amerikanischen Ureinwohnern, 0,26 Prozent Asiaten, 0,03 Prozent Bewohnern aus dem pazifischen Inselraum und 1,64 Prozent aus anderen ethnischen Gruppen; 1,21 Prozent stammten von zwei oder mehr Ethnien ab. 5,41 Prozent der Einwohner waren spanischer oder lateinamerikanischer Abstammung.
Von den 7.770 Haushalten hatten 28,7 Prozent Kinder oder Jugendliche, die mit ihnen zusammen lebten. 58,1 Prozent waren verheiratete, zusammenlebende Paare, 8,8 Prozent waren allein erziehende Mütter und 29,4 Prozent waren keine Familien. 27,1 Prozent waren Singlehaushalte und in 14,7 Prozent lebten Menschen im Alter von 65 Jahren oder darüber. Die durchschnittliche Haushaltsgröße betrug 2,41 und die durchschnittliche Familiengröße betrug 2,91 Personen.
24,0 Prozent der Bevölkerung war unter 18 Jahre alt, 6,8 Prozent zwischen 18 und 24, 24,3 Prozent zwischen 25 und 44, 25,1 Prozent zwischen 45 und 64 und 19,8 Prozent waren 65 Jahre alt oder älter. Das Medianalter betrug 41 Jahre. Auf 100 weibliche Personen kamen 92,5 männliche Personen und auf 100 Frauen im Alter von 18 Jahren oder darüber kamen 89,8 Männer.

Das jährliche Durchschnittseinkommen eines Haushalts betrug 31.048 US-Dollar, das Durchschnittseinkommen einer Familie betrug 38.226 USD. Männer hatten ein Durchschnittseinkommen von 31.585 USD, Frauen 19.589 USD. Das Prokopfeinkommen betrug 17.115 USD. 10,0 Prozent der Familien und 14,0 Prozent der Einwohner lebten unterhalb der Armutsgrenze.

## Städte und Gemeinden
- Belcherville
- Bonita
- Bowie
- Capps Corner
- Forestburg
- Fruitland
- Hardy
- Illinois Bend
- McDonald
- Montague
- New Harp
- Nocona
- Ringgold
- Saint Jo
- Salona
- Spanish Fort
- Stoneburg
- Sunset